# Touché (banda)
Touché es una boyband alemana que tuvo relativo éxito a fines de los noventa.
Ellos se separaron en 2001 después de 5 años juntos y son recordados por canciones como "This Goodbye Is Not Forever", "I'll Give You My Heart" y "I Can't Get No Sleep".
Touché también participó en el sencillo de Bravo All Stars, "Let the Music Heal Your Soul". Desde entonces se ha establecido que uno de los miembros del grupo se retiró de la banda durante una gira por Asia después de que salió a la luz que era del Reino Unido, y los fanes asiáticos querían un grupo auténticamente alemán.
El grupo se reunió en 2015 con Martin Scholz y Alexander Geist de la alineación original y dos nuevos miembros: Markus Klopfer y Pravit Anantapongse. Stuart y los hermanos Frey no se los invitó para esta formación.

## Discografía

### Álbumes

#### Álbumes de estudio
- Part One (1997)
- Kids in America (1998)
- Another Part of Us (2000)

#### Álbumes compilatorios
- I'll Give You My Heart (2001)

### Sencillos
- "I Can't Get No Sleep" (1997)
- "I Want You Back, I Want Your Heart" (1997)
- "I'll Give You My Heart" (1998)
- "Y.M.C.A." feat. Krayzee (1998)
- "This Goodbye Is Not Forever" (1998)
- "Kids in America" (1999)
- "Dinner in Heaven" (1999)
- "Heaven is for Everyone" (2000)
- "Can't Hurry Love" (2002)
- "Hey You" (2002)
- "Miracle" (2015)
- "Outta Your Head" (2016)